# Patosia clandestina
Patosia clandestina là một loài thực vật có hoa trong họ Juncaceae. Loài này được (Phil.) Buchenau mô tả khoa học đầu tiên năm 1890.